# Fédot Afanassiévitch Kotov
Fédot Afanassiévitch Kotov (en russe : Федот Афанасьевич Котов) est un commerçant moscovite de la guilde des gosti (élite des entrepreneurs russes protégés par le tsar à qui sont confiées des missions d'État), qui en 1623 fut « envoyé via Astrakhan en Perse avec des marchandises du Trésor du Tsar » Michel Ier (fondateur de la maison Romanov). Il partit avec huit compagnons et avait aussi pour mission de rédiger un itinéraire du voyage . Le récit de ce voyage qui a pris treize mois et demi jusqu'à Ispahan a travers les villes russes, les steppes de la Basse Volga, la mer Caspienne, le littoral du Caucase, les montagnes du plateau d'Iran, jusqu'à Ispahan la nouvelle capitale de la dynastie safavide où se déroulent les fêtes et mises en scène de la gloire du Shah Abbas Ier le Grand, « Sur le voyage vers le royaume de Perse et de Persis jusqu'au pays de Turcs et en Inde et à Ormuz, où arrivent les navires » (en russe : О ходу в Персидское царство и из Персиды в Турскую землю и в Индию и в Урмуз, где корабли приходят», которое было опубликовано во «Временнике, a été réédité en russe en 1852, 1907, 1958 (éditions d'État de littérature orientale) et 2010; en anglais en 1959 à Delhi et en français en 2021 (voir bibliographie ci-dessous). Ce document fait partie des premiers récits de voyageurs européens en Perse, voyages qui se développèrent tout du long du XVIIe siècle jusqu'à l’apogée des Lettres persanes de Montesquieu en 1721 qui s'en inspira. Le récit de Fédot Kotov est plein de détails sur les étapes, les villes et caravansérails, les brigands, et surtout sur la splendeur de la ville d'Ispahan avec ses fêtes locales et son urbanisme qui inspira l'urbanisme classique de l'Europe occidentale.
Cet Itinéraire fut commandé au voyageur expérimenté et lettré qu'était Fédot Kotov par la nouvelle dynastie Romanov, en lutte avec l'empire turc au moment où l'axe commercial et diplomatique Occident-Russie-Perse prenait son essor dans la perspective de contourner les Ottomans et les prendre à revers.